# Tolminski Lom
Tolminski Lom este o localitate din comuna Tolmin, Slovenia, cu o populație de 81 de locuitori.